# モニカ・ロング
モニカ・ロング（Monica Long）は、アメリカ合衆国のフィンテック企業Ripple Labs Inc.の社長（President）であり、ブロックチェーン技術および暗号資産の分野における著名なビジネスリーダーである。2013年にRippleに入社して以来、XRP Ledger（XRPL）やOn-Demand Liquidity（ODL）などの主要プロダクトの普及に深く関与し、同社の事業戦略を主導してきた。

## 経歴
モニカ・ロングはカリフォルニア大学バークレー校で学士号を取得した。卒業後、Intuit社で中小企業向け会計ソフト「QuickBooks」の広報を担当し、その後、複数のテクノロジースタートアップにおいて広報やマーケティングの業務に携わった。
2007年に、当時勤めていたPR会社のクライアントの1つであったピア・ツー・ピア型融資プラットフォーム「Prosper」のCEOを務めていたクリス・ラーセンと出会う。この出会いがきっかけとなり、のちに彼女はラーセンが共同創業したRippleに参画することとなった。
2013年9月、ロングはRipple（当時はOpenCoin）にコミュニケーションディレクターとして入社し、仮想通貨やブロックチェーンがまだ一般に浸透していなかった時代に、同社の広報・マーケティング戦略を構築した。クリス・ラーセンとはこれが3度目の職務上の協業となった。以降、Rippleにおいて副社長（VP）や上級副社長（SVP）を歴任した。
2020年8月には、RippleXのゼネラルマネージャーに就任した。RippleXはXRP Ledgerの開発者コミュニティ支援を目的とした部門であり、ロングはEVMサイドチェーン、NFT機能、CBDCインフラなどの技術プロジェクトを主導した。
2022年6月にはRippleNetのゼネラルマネージャーも兼任し、ODLの市場展開や国際送金の利便性向上に貢献した。2023年1月、Rippleの社長（President）に昇進し、Ripple Payments（旧RippleNet）およびRippleXの両部門を統括する経営責任を担っている。

## 評価と貢献
モニカ・ロングは、サンフランシスコ・ビジネス・タイムズによって「最も影響力のある女性ビジネスリーダー」の一人に選出され、HSBCの「Women on the Rise in FinTech」プログラムにも参加している。彼女の指導の下、RippleNetによるODLの利用は大きく拡大し、2022年にはRippleNetを経由する決済の約60%がODLを活用して行われたと報告されている。
2023年の昇進時、共同創業者のクリス・ラーセンは「モニカと3つの会社で一緒に働いたが、彼女がRippleの進化とともにどれほど成長してきたかを見ることは喜びだった」と称賛し、彼女のリーダーシップを「業界の成熟を象徴するもの」と評している。